# Mark Vryenhoek
Mark Robert Vryenhoek (ur. 9 stycznia 1960, zm. 31 marca 2016) – nowozelandzki narciarz alpejski, olimpijczyk.
Na zimowych igrzyskach olimpijskich w Lake Placid wystartował w slalomie i slalomie gigancie. Obu konkurencji nie ukończył.